# لوکا بون جورنو
لوکا بون جورنو (انگلیسی: Luca Buongiorno؛ زادهٔ ۱۹ سپتامبر ۱۹۹۷) بازیکن فوتبال است.
از باشگاه‌هایی که در آن بازی کرده‌است می‌توان به باشگاه فوتبال آ.ث. میلان اشاره کرد.